# Chlorotettix occidentalis
Chlorotettix occidentalis är en insektsart som beskrevs av Delong 1918. Chlorotettix occidentalis ingår i släktet Chlorotettix och familjen dvärgstritar. Inga underarter finns listade i Catalogue of Life.